# Lúčanské jezírko
Lúčanské jazierko je skoro bývalé krasové jezero ve Slovenském krasu, na planině Horný vrch na Slovensku. Nachází se v katastru obce Lúčka v okrese Rožňava. Mívalo rozlohu 0,17 ha a leží v nadmořské výšce 729 m. Vzniklo ucpáním ponoru v mělké propadlině.

## Vodní režim
Je napájené svahovým krasovým pramenem asi 40 m severozápadně od jezera. Vodní hladina kolísala, v současnosti (jaro 2012) je jezero již zarostlé rostlinami.